# رهوة المقصرة (حبيل جبر)

تعديل مصدري - تعديل

رهوة المقصرة هي إحدى قرى عزلة حبيل جبر بمديرية حبيل جبر التابعة لمحافظة لحج، بلغ تعداد سكانها 58 نسمة حسب تعداد اليمن لعام 2004.